# Популизам у Канади
Популизам у Канади се односи на феномен популистичке политичке идеологије у Канади. Популизам је био посебно јак феномен у западној Канади и Квебеку, нарочито подржан од стране провинцијалних социјал-кредитних странки на западу и у Квебеку укључујући социјално- кредитне странке Канаде и Реформске странке Канаде. У следећим политичким покретима, Џон Ричардс (1981) види елементе популизма: либерална странка под Мекензијем и Лауријером; Петулова либерална странка Британске Колумбије током тридесетих година, Хепбернова либерална странка Онтарија, мноштво социјалистичких странки које су довеле до оснивања „CCF“, Либерално-напредна странка Манитобе, Дуплесисова „Union Nationale“ у Квебеку, рана Дифенбејкерова Торијевска странка, савезна „NDP“ под Томи Дагласом, и у извесној мери Либерална партија Џастина Трудоа. Према Панизи, Квебекски популизам се великим делом преплиће са Квебекским национализмом и због тога треба да се испита узимајући у обзир сопствену идеолошку и лингвистичку динамику.

## 19. век
Против-установна популистичка политика је постала важна политичка сила у Онтарију током 19. века међу сеоским активистима и активистима радничке класе који су били под утицајем Америчких популистичких радикала. Популизам је такође постао важна политичка сила у западној Канади већ од 1880-их и 1990-их. Популизам је био нарочито јак у облику пољопривредничко-радничке коалиционе политике у касном 19. веку.

## 20. век
Више важних популистичких политичких покрета су се формирали широм Канаде током 20. века. Западна Канада и канадске прерије су нарочито биле извор бројних канадских популистичких покрета током 20. века.
Уједињени полљопривредници Алберте (UFA) и Уједињени пољопривредници Саскачевана (UFS) су формирали преријски пољопривредници који су одбацили парламентарну заступљеност на основу доминације странке и залагали сеза квази-синдикалистички систем функционалне заступљености у делегатској демократији. UFA су управљали провинцијом Алберта од 1921. до 1935. године.
Социјал- кредитна странка Алберте коју је водио Вилијам Аберхарт је заступала принципе социјалне кредитне економије са десничарксом популистичком агендом и управљала је Албертом од 1935 до 1971 године. До краја 1930. социјална кредитна финансијска реформа није успела да се изврши на провинцијском нивоу, тако да је Алберта преусмерила странку да напада програме друштвене заштите и државни социјализм. Ернест Менинг је преузео странку и позицију премијера Алберте од Аберхарта и усмерио се десничарској популистичкој агенди критикујући програме друштвене заштите као и веома централизоване тенденције Канадске владе.
Реформска странка Канаде је била десничарска странка која је постојала од 1987 до 2000 године. Онсовао ју је и водио Престон Менинг, син бившег премијера Алберте, Ернеста Менинга. Била је то првобитно „протест“ странка западне канаде која је добила подршку десничара западне канаде које је разочарала федералне Прогресивно-конзерватинвне странке Канаде а нарочито склоност странке да решава приговоре Квебека према западу. Такође је привукла подршку конзервативних канађана који су се обесхрабрили због немогућности „прогресивних конзервативаца“ да доставе своје обећање пореске олакшице и смањења потрошње. Током 1993, Реформска странка је направила политички искорак током избора добивши велики број посланика у парламенту.